# Jacek Szaflik
Jacek Paweł Szaflik – polski okulista, profesor nauk medycznych. Specjalizuje się w chirurgii przedniego odcinka oka oraz przeszczepach rogówki.

## Życiorys
Jest synem Jerzego Szaflika, który także jest profesorem okulistyki związanym z Warszawskim Uniwersytetem Medycznym.
W 1993 ukończył III LO w Katowicach. Studia lekarskie (dyplom w 1999), doktorat i habilitację zdobywał na Akademii Medycznej w Warszawie (od 2009 roku Warszawski Uniwersytet Medyczny). Doktoryzował się w 2005 roku na podstawie pracy pt. Ocena wtórnego unerwienia płatka przeszczepionej rogówki po zabiegach keratoplastyki drążącej, w zależności od czasu od operacji i przyczyny przeszczepu, przygotowanej pod kierunkiem Dariusza Kęcika. Habilitację uzyskał w 2009 roku na podstawie oceny dorobku naukowego i rozprawy Zastosowania kliniczne mikroskopii konfokalnej rogówki - badania własne.
Jest dyrektorem warszawskiego Samodzielnego Publicznego Klinicznego Szpitala Okulistycznego. Po odejściu swojego ojca, Jerzego Szaflika, na emeryturę, wygrał konkurs na funkcję kierownika i ordynatora Katedry i Kliniki Okulistyki II Wydziału Lekarskiego WUM. Odbył szereg kursów i staży zagranicznych m.in. w Portland, Cincinnati (USA) i niemieckim Erlangen. W 2013 roku został mu nadany tytuł naukowy profesora nauk medycznych (jest najmłodszym profesorem okulistyki w Polsce i profesorem zwyczajnym Warszawskiego Uniwersytetu Medycznego).
Podczas Walnego Zgromadzenia Delegatów Polskiego Towarzystwa Okulistycznego (PTO) 16 czerwca 2016 r. (w trakcie XLVII Zjazdu Okulistów Polskich we Wrocławiu), został wybrany na stanowisko prezesa–elekta PTO, a 6 czerwca 2019 objął stanowisko prezesa Polskiego Towarzystwa Okulistycznego.
W latach 2012–2019 pełnił funkcję redaktora naczelnego czasopisma „Klinika Oczna". Jest także recenzentem prac w czasopismach zagranicznych, m.in. „Ophthalmology", „Cornea", „Molecular Vision", „British Journal of Ophthalmology" oraz „Graefe's Archive for Clinical and Experimental Ophthalmology".

## Praca badawcza i kliniczna
Zainteresowania badawcze Jacka Szaflika dotyczą m.in. chirurgii przedniego odcinka oka (m.in. leczenie zaćmy i jaskry), schorzeń rogówki i powierzchni oka, genetycznego podłoża chorób oczu oraz transplantologii.
Jako pierwszy w Polsce wdrażał szereg nowych metod w mikrochirurgii oka. W 2008 roku jako pierwszy w Polsce wykonał przeszczep warstwowy tylny rogówki z zastosowaniem mikrokeratomu do wypreparowania płatka (ang. Descemet Stripping Automated Endothelial Keratoplasty, DSAEK). W 2010 wykonał pionierski w kraju przeszczep blaszki granicznej tylnej rogówki (błony Descemeta). Ma ponadto największe w Polsce doświadczenie w stosowaniu lasera femtosekundowego w mikrochirurgicznym leczeniu zaćmy (procedura FLACS – ang. Femtosecond Laser-assisted Cataract Surgery). Procedurę FLACS w leczeniu zaćmy wykonuje od 2012 roku.
W pracach badawczych zajmował się także takimi zagadnieniami jak m.in. dystrofia Fuchsa, stożek rogówki, jaskra czy zwyrodnienie plamki żółtej. Zespół pod jego kierunkiem był jednym z dwóch z Polski (obok zespołu prof. Edwarda Wylęgały z Katowic), które brały udział w badaniach klinicznych REPARO. Badania miały na celu wykazanie działania rekombinowanego ludzkiego czynnika wzrostu nerwów rhNGF w procesie leczenia naurotroficznego zapalenia rogówki. Zespół prof. Szaflika bierze także udział w badaniu Holocare zastosowania autologicznych komórek macierzystych rąbka rogówki w terapii niewydolności rąbka rogówki po oparzeniach powierzchni oka.

## Odznaczenia
- Brązowy Krzyż Zasługi (2012)[17]
- Medal Komisji Edukacji Narodowej (2016)[18]
- Srebrny Krzyż Zasługi (2019)[19]
- Złoty Krzyż Zasługi (2023)[20]